# Obryta (przystanek kolejowy)
Obryta – nieczynny przystanek kolejowy, a dawniej stacja kolejowa w Obrytej w województwie zachodniopomorskim, w Polsce.